# بخش اتر
بخش اتر (به انگلیسی: Uttara Kannada) یک بخش در هند است که در کارناتاکا واقع شده‌است. بخش اتر ۱۰٬۲۹۱ کیلومتر مربع مساحت و ۱٬۴۳۷٬۱۶۹ نفر جمعیت دارد و ۵۰۰ متر بالاتر از سطح دریا واقع شده‌است.